# Yosuke Kataoka
Yosuke Kataoka (片岡 洋介 Kataoka Yosuke?), född 26 maj 1982 i Saitama prefektur, är en japansk fotbollsspelare.
Kataoka började sin karriär 2005 i Omiya Ardija. Han spelade 122 ligamatcher för klubben. 2010 flyttade han till Kyoto Sanga FC. Han gick tillbaka till Omiya Ardija 2011. Efter Omiya Ardija spelade han för Gainare Tottori. Han avslutade karriären 2017.